# Романчук, Александр Владимирович (генерал)
Александр Владимирович Романчук (род. 15 апреля 1959,  Луганск, Украинская ССР, СССР)  — российский военачальник, генерал-полковник (17.02.2023).
Начальник Военного учебно-научного центра Сухопутных войск «Общевойсковая академия ВС РФ» (2019—2024).

## Биография
Родился 15 апреля 1959 года в городе Луганске. Окончил Бакинское высшее общевойсковое командное училище имени Верховного Совета Азербайджанской ССР в 1980 году, Военную академию бронетанковых войск имени Маршала Советского Союза Р. Я. Малиновского в 1989 году, Военную академию Генерального штаба Вооружённых Сил Российской Федерации в 2008 году.
С ноября 2003 по июль 2006 года — командир 4-й гвардейской танковой Кантемировской дивизии имени Ю. В. Андропова.
С июня 2008 по июль 2009 года — заместитель начальника штаба 41-й общевойсковой армии.
С июля 2009 по август 2010 года — начальник штаба 41-й общевойсковой армии, дислоцированной в Новосибирске.
С августа 2010 по январь 2011 года — исполняющий обязанности командующего войсками 29-й общевойсковой армии Восточного военного округа, в состав которого вошли воинские части бывшего СибВО, расположенные на территории Забайкальского края.
Указом Президента РФ от 9 января 2011 года назначен командующим 29-й общевойсковой армией.
22 февраля 2013 года присвоено воинское звание генерал-лейтенант.
В июле 2014 года назначен заместителем командующего войсками Южного военного округа. C июля 2015 по декабрь 2017 года был руководителем российской группы в Совместном центре контроля и координации. В 2016 году был главным военным советником в Сирии.
С 2019 по 2024 год — начальник Военного учебно-научного центра Сухопутных войск «Общевойсковая академия ВС РФ».
С 2022 года участвует в российском вторжении на Украину. С июня 2023 года — командующий группировкой Вооруженных сил России на Запорожском направлении.
17 февраля 2023 года присвоено воинское звание генерал-полковник.

## Награды
- Орден Мужества (2016) — за мужество, отвагу и самоотверженность, проявленную при исполнении воинского долга
- Орден «За военные заслуги»
- Медаль ордена «За заслуги перед Отечеством» II степени с изображением мечей
- Медаль «Участнику военной операции в Сирии»
- Орден «За заслуги перед Запорожской областью» I степени (23 июля 2025) — за проявленное мужество, профессионализм и выполнение служебного долга[8][9]
- Заслуженный военный специалист Российской Федерации